# 阿德默勒爾蒂山脈

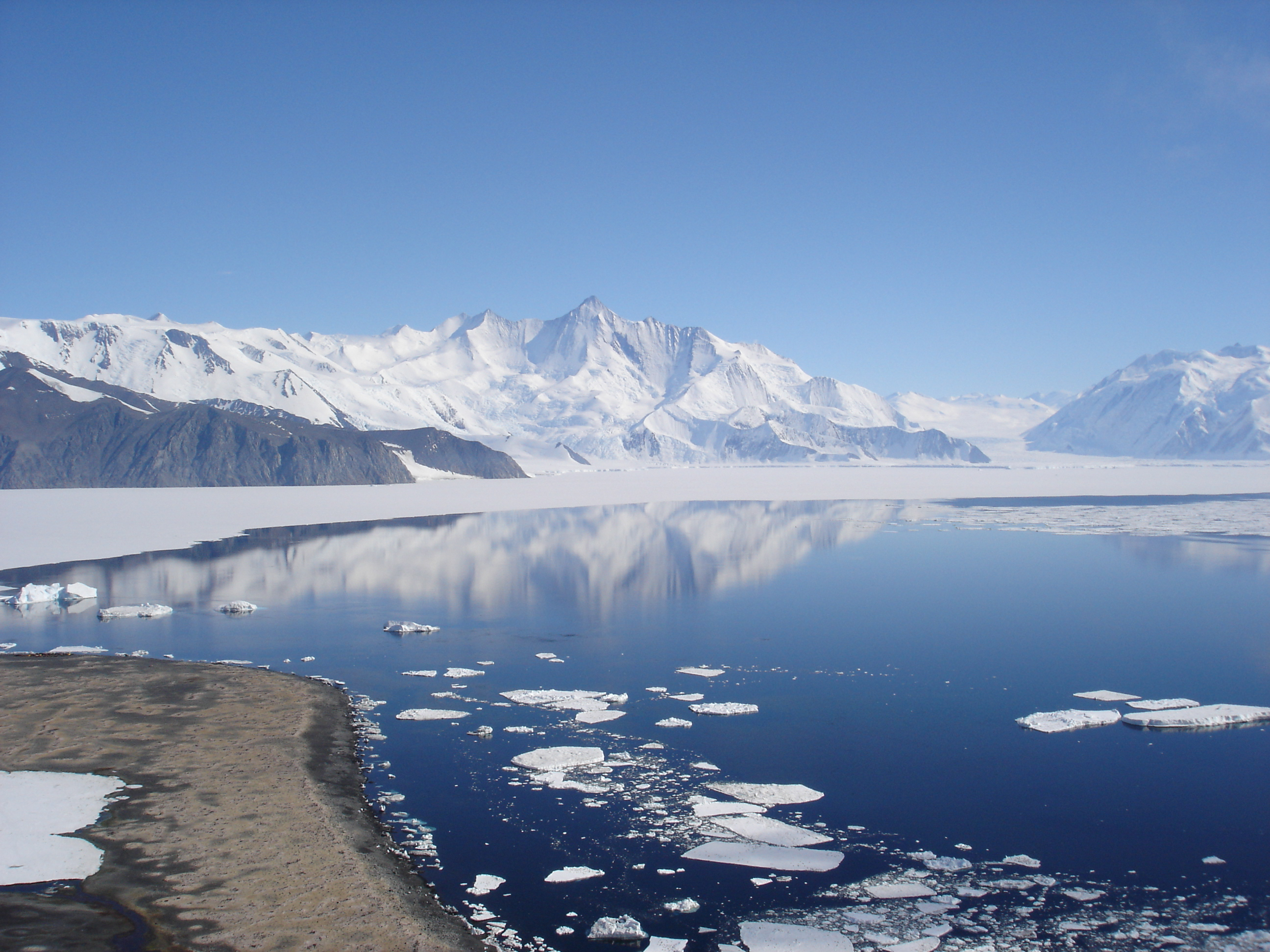

阿德默勒爾蒂山脈（英語：Admiralty Mountains）是南極洲的山脈，位於維多利亞地東南部，屬於橫貫南極山脈的一部分，最高點海拔高度4,165米，該山脈在1841年1月被英國探險隊發現。